# Nasonovia salebrosus
Nasonovia salebrosus är en insektsart. Nasonovia salebrosus ingår i släktet Nasonovia och familjen långrörsbladlöss. Inga underarter finns listade i Catalogue of Life.